# Lysimachia alternifolia
Lysimachia alternifolia är en viveväxtart som beskrevs av Nathaniel Wallich. Lysimachia alternifolia ingår i släktet lysingar, och familjen viveväxter. Inga underarter finns listade i Catalogue of Life.